# David Lighty
David Maurice Lighty Jr., né le 27 mai 1988 à Cleveland dans l'Ohio, est un joueur américain de basket-ball évoluant au poste d'ailier et mesurant 1,96 m.

## Carrière lycéenne
David Lighty a joué au basket-ball au lycée Saint-Joseph de Cleveland. Le journal The Plain Dealer le nomme joueur de l'année 2005. Il tourne en moyenne à 22 points par match lors de son année senior et conduit les Vikings à une seconde place de conférence.

## Carrière universitaire
Pour sa carrière universitaire, Lighty rejoint les Buckeyes d'Ohio State. Il a peu de temps de jeu durant sa première année (2006-2007) et réalise des moyennes de 3,7 points et 2,3 rebonds en 16 minutes de jeu, aux côtés de Greg Oden et Mike Conley, Jr.. Au cours du Final Four NCAA, il marque en moyenne 7,0 points par match et marque un panier à 3 points égalisateur en fin de match lors des demi-finales contre les Volunteers du Tennessee, les Buckeyes atteignent la finale mais sont battus par les Gators de la Floride.
À l'été 2007, il est sélectionné en équipe des États-Unis pour participer au championnat du monde des 19 ans et moins. L'équipe est battue en finale par la Serbie.
Lighty fait son entrée dans le cinq de départ des Buckeyes pour sa deuxième année. Il se blesse en décembre 2008 et manque le reste de la saison 2008-2009. Il fait son retour pour la saison 2009-2010. Il tourne en moyenne à 12,6 points, 3,0 passes décisives, 4,5 rebonds et 1,6 interception par match.
Lighty est sélectionné dans la cinquième équipe All-America par Fox Sports.

## Carrière professionnelle
Le 8 juillet 2011 il signe avec le  Bennet Cantù. En décembre 2011, il signe au Vanoli Cremona.
Le 9 août 2012, il signe à la JSF Nanterre. Lighty remporte le championnat de France avec Nanterre puis choisit de ne pas renouveler son contrat pour tenter sa chance en NBA. Il est coupé par les Hawks d'Atlanta après un match en pré-saison et réintègre la JSF Nanterre en octobre 2013,. À l'issue de sa saison dans les Hauts-de-Seine, Lighty s'engage avec l'ASVEL Lyon-Villeurbanne. Il reste deux saisons en Rhône-Alpes puis retourne en Italie pour la saison 2016-2017 d'abord à Trente puis à partir de février 2017 au club de Sassari.
En juin 2017, il retourne à l'ASVEL. En juin 2020, Lighty et l'ASVEL signent un nouveau contrat qui court jusqu'au terme de la saison 2023-2024. En juillet 2021, Lighty prolonge à l'ASVEL jusqu'à la fin de la saison 2025-2026.

## Clubs successifs
- 2011-2012 :  Bennet Cantù (LegA)
- 2011-2012 :  Vanoli Cremona (LegA)
- 2012-2014 :  JSF Nanterre (Pro A)
- 2014-2016 :  ASVEL Lyon-Villeurbanne (Pro A)
- 2016-2017 :  Dolomiti Energia Trento (LegA) /   Dinamo Basket Sassari (LegA)
- depuis 2017 :  ASVEL Lyon-Villeurbanne (Pro A)

## Vie privée
Il est marié avec Tayler Hill, une basketteuse WNBA rencontrée sur le campus de l'université d'État de l'Ohio, qui donne naissance à leur fils Maurice au printemps 2014. La famille passe la saison 2014-2015 en France, Hill mettant sa carrière entre parenthèses quelques mois avant de retrouver les Mystics de Washington.

## Palmarès

### En club
- Nanterre (Jeep Élite) :
  - Champion de France en 2013
  - Vainqueur de la Coupe de France en 2014
- ASVEL Lyon-Villeurbanne (Jeep Élite) :
  - Vainqueur de la Coupe de France en 2019 et 2021
  - Champion de France en 2016, 2019, 2021 et 2022
  - Finaliste de la Leaders Cup 2020
  - Vainqueur de la Leaders Cup 2023

### Sélection nationale
- Médaille d'argent au Championnat du monde des 19 ans et moins en 2007 à Novi Sad en Serbie.

### Distinctions personnelles
- Participation au All-Star Game LNB : 2013
- MVP des Demi-finale des playoffs 2013 de Pro A avec Nanterre
- MVP de la finale des playoffs 2013 de Pro A avec Nanterre
- MVP des Finales du championnat de France 2020-2021